# Disneyland (Kalifornia)
A Disneyland vidámparkot Walt Disney hozta létre 1955-ben. Az USA Kalifornia államában, Anaheimben található. Ez volt a világ első Disneyland vidámparkja.
Disneyland ma a Disneyland Resort része. A hagyományos Disneyland Park mellett itt található a Disney's California Adventure Park, amely főleg a Pixar filmjeire épül, valamint a Downtown Disney negyed, amely esti kikapcsolódást nyújt a látogatóknak éttermekkel, bárokkal és üzletekkel. A Resort része még három szálloda: a Disneyland Hotel, a Disney's Grand Californian Hotel and Spa és a Disney's Paradise Pier.

## Külső hivatkozások
- Disneyland Park hivatalos oldala. disneyland.disney.go.com, 2012 [last update]. (Hozzáférés: 2012. április 5.)